# Stapleton (Somerset)
Stapleton – przysiółek w Anglii, w Somerset. W latach 1870–1872 osada liczyła 147 mieszkańców.